# Gonçalo Foro
Gonçalo Foro (ur. 14 kwietnia 1982 w Lizbonie) – portugalski rugbysta grający na pozycji skrzydłowego, reprezentant kraju, uczestnik Pucharu Świata w 2007 roku.
Podczas kariery sportowej związany był z klubem CDUL.
Z kadrą U-19 uczestniczył w mistrzostwach świata w 2001.
W reprezentacji Portugalii występuje od 2007 roku i do marca 2017 roku rozegrał łącznie 61 spotkań zdobywając 105 punktów. W 2007 roku został powołany na Puchar Świata, na którym wystąpił w jednym meczu swojej drużyny.
Był też członkiem kadry kraju w rugby siedmioosobowym, z którą wystąpił między innymi na Pucharach Świata w 2009 i 2013, a także na turnieju rugby 7 na World Games 2009.